# Tchinda Andrade
Tchinda Andrade (Mindelo, 1979 – Mindelo, 29 de novembro de 2024) foi uma mulher cabo-verdiana que se destacou por, em 1998, ter sido a primeira pessoa a assumir-se publicamente como transgénero naquele país, tendo-se tornado uma figura relevante entre a comunidade LGBT cabo-verdiana, reconhecida por seu pioneirismo e ativismo. 
Foi a protagonista do documentário Tchindas (2015) realizado por Marc Serena e Pablo García Pérez de Lara, sobre a comunidade LGBT de Cabo Verde, conhecidos como tchindas, por causa da figura de Tchinda Andrade.

## Percurso
Nascida no Mindelo, em 1979, Tchinda ficou conhecida por ter sido a primeira mulher em Cabo Verde assumir-se publicamente como transgénero, no Carnaval do Mindelo, em 1998, quando tinha 19 anos.  Pela mesma altura, destacou-se também por ter discutido a sua identidade de género num semanário local, num artigo intitulado Tchinda-val!. Atualmente vive e trabalha no Mindelo como vendedora de coxinhas e educadora de crianças.   
Em 2015, foi protagonista do documentário Tchindas realizado pelo jornalista Marc Serena e pelo cineasta Pablo García Pérez de Lara. A sua participação no documentário resultou num convite para o New York African Film Festival, após o qual fez uma tour internacional para promover o filme e contar a sua história de vida.  Foi a cantora Cesária Évora quem apresentou Tchinda e seu trabalho de ativismo com a comunidade trans para os jornalistas. O documentário foi nomeado para a categoria de Melhor Documentário nos African Movie Academy Awards.
Tchinda faleceu na manhã de 29 de novembro de 2024, por motivo de doença, no Hospital Baptista de Sousa, em Mindelo. A Comissão Nacional de Direitos Humanos (CNDH) de Cabo Verde e o Instituto Cabo-verdiano para a Igualdade e Equidade de Género (ICIEG) lamentaram a sua morte.

## Ligações Externas
- Site oficial do documentário Tchindas (2015).
- YouTube - Entrevista a Tchinda e Cláudia.
- YouTube - Entrevista a Tchinda.